# Аугустинайтис, Владас Иозович
Владас Иозович Аугустинайтис - советский хозяйственный, государственный и политический деятель.

## Биография
Родился в 1898 году на хуторе Грауже. Член ВКП(б) с 1944 года.
С 1922 года - на хозяйственной, общественной и политической работе. В 1922-1971 гг. — в системе Народного комиссариата заготовок СССР, в РККА, заместитель народного комиссара, народный комиссар торговли Литовской ССР, министр совхозов Литовской ССР, министр животноводства Литовской ССР, кандидат в члены ЦК КП(б) Литвы, министр сельского хозяйства Литовской ССР, член ЦК КП Литвы, министр совхозов Литовской ССР, 1-й заместитель министра сельского хозяйства Литовской ССР, советник при СМ Литовской ССР.
Избирался депутатом Верховного Совета СССР 4-го созыва.